# Capa de transport
En informàtica, la capa de transport es troba entre la capa d'aplicació i la capa de xarxa del model TCP/IP. Dins del model de referència OSI, la capa de transport es trobaria entre la capa de sessió i la capa de xarxa.

## Funcions de la capa de transport
La capa de transport és la part del protocol TCP/IP encarregada de garantir la transmissió de les dades.
La capa de xarxa transfereix datagrames entre dos ordinadors per la xarxa utilitzant com a identificadors les adreces IP. La capa de transport és l'encarregada d'afegir la noció de port. Dins d'una mateixa computadora hi pot haver més d'una aplicació que estigui accedint simultàniament a la xarxa (podem tenir l'Emule funcionant, i el Messenger, i la pàgina del correu electrònic, i...). Per aquest motiu, quan s'envia un datagrama no en tenim prou amb l'adreça IP de la màquina de destí, necessitem també indicar a quina aplicació estem enviant la informació. Cada aplicació que estigui esperant un missatge utilitzarà un port diferent; estarà a l'espera d'un missatge en un port concret (escoltant un port). S'utilitzarà també un port concret per a l'enviament de missatges.
Els ports tenen una memòria intermèdia (buffer, en anglès) situada entre els programes d'aplicació i la xarxa, de tal manera que les aplicacions transmeten la informació als ports, aquí es van emmagatzemant fins que pugui enviar-se per la xarxa. Un cop transmès arribarà al port destí on s'anirà guardant fins que l'aplicació estigui preparada per a rebre-la.
A més, la capa de transport proporciona un mecanisme per intercanviar les dades entre sistemes finals. El servei de transport orientat a connexió assegura que les dades s'entreguin lliures d'errors, en ordre i sense pèrdues ni duplicacions. És més, la capa de transport pot estar involucrada en l'optimització de l'ús dels serveis de xarxa. És a dir; pot proporcionar la qualitat del servei que s'hagi sol·licitat. Per exemple, l'entitat de sessió pot sol·licitar una tassa d'error determinada, un retard màxim, una prioritat i un nivell de seguretat donat.
Existeixen dos protocols principals dins d'aquesta capa: 
- TCP (Transfer Control Protocol). Ofereix una transferència fiable i orientada a connexió.
- UDP (User Datagram Protocol). Ofereix una transferència no fiable i no orientada a connexió.